# Zapoljarnyj (Repubblica dei Comi)
Zapoljarnyj (in lingua russa Заполярный) è un insediamento di tipo urbano di 460 abitanti situato in Russia, nella Repubblica dei Komi. Fa parte del circondario urbano della città di Vorkuta.